# Chlumčany (ort i Tjeckien, Plzeň)
Chlumčany är en ort i Tjeckien.   Den ligger i regionen Plzeň, i den västra delen av landet, 90 km sydväst om huvudstaden Prag. Chlumčany ligger 392 meter över havet och antalet invånare är 2 383.
Terrängen runt Chlumčany är huvudsakligen platt, men österut är den kuperad. Runt Chlumčany är det ganska tätbefolkat, med 134 invånare per kvadratkilometer. Närmaste större samhälle är Plzeň, 13,6 km norr om Chlumčany. Trakten runt Chlumčany består till största delen av jordbruksmark.